# Стурани Монти, Луиза
Луиза Монти Стурани (Кьери, 6 августа 1911 — Турин, 10 июня 2002) — итальянская писательница-антифашистка, педагог и автор.

## Биография
Луиза (Луиджия — согласно записи в актах гражданского состояния) Монти Стурани была учителем письма в средних школах. Она написала множество работ, повествующих об итальянском сопротивлении, как свидетель противостояния фашистскому и нацистскому режимам.
Этой женщине удалось сохранить сложный баланс между семейными и политическими обязательствами. Олицетворяя свободный дух, при чрезвычайной лояльностиконцепции демократического централизма Итальянской коммунистической партии (ИКП), она также обладаламировозрением, полным иронии и автономии.
Дочь Аугусто Монти и Камиллы Деццани, она родилась через год после их свадьбы. Прозванная отцом Луизоттой, она пошла по его стопам и стала учительницей и писательницей. Лео Пестелли, журналист газеты «La Stampa» и преподаватель итальянской грамматики в Туринском университете, опубликовал рецензию на книгу Луизы Монти Стурани в ежедневной газете «LaStampa» от 16 апреля 1954 года, в которой вспоминалось убийство 15-летней девушки-партизанки.
2 марта 1935 года она вышла замуж за Марио Стурани, художника и керамиста, который с юности был членом движения футуристов. Ее муж, Марио Стурани, участвовал в Освободительной войне в качестве партизана, а позже был политкомиссаром 3-й партизанской бригады Маттеотти.
В конце 1960-х и начале 1970-х годов она ездила в СССР за получениемавтораского гонорара за книгу «Красные галстуки» (FazzolettiRossi) — произведение, переведенное и опубликованное на русском языке. В те годы получать гонорары в рубляхбыло возможно, но перевозить эти деньгина Запад — запрещалось. Эту книгу можно найти в Российской государственной библиотеке под названием «Красные галстуки Стурани Луиза» — издание Детгиз, Москва 1957. Внесена она и в Каталог книг (издаваемый с 1831 года по настоящее время). В разделе по теме"Партизанское движение во время Второй мировой войны 1939—1945 — Италия" — L’Italia nella seconda guerra mondiale 1939—1945 . Найти эту книгу на русском языке можно также и в Италии, в "Музее книг для школы и детства (Musli — Il Museo del Libro per la Scuola e per l’Infanzia) притуринскомФонде ТанкредидиБароло.
Луиза Монти Стурани умерла в Турине 10 июня 2002 года в возрасте 91 года.

## Публикации

### Работы Луизы Стурани
- Antologia della Resistenza: dalla marcia su Roma al 25 Aprile (2012) (ISBN 9788865790359).
- I Partigiani del Ciar, иллюстрации Марчелло Пеола, Paravia, 1965,[4]
- Antologia della Resistenza (1951) Издатель Centro del Libro Popolare.
- Fazzoletti rossi, CulturaS ociale, 1954. В 1957 году книга была переведена на русский язык под названием «Красные галстуки» в издательстве Детгиз.[5]
- Правдивая история, Edizioni A.N.P.I. 1953.[6]
- Il nuovo mago sapere: sussidiario per la scuola elementare, Orizzonte, 1952.[7]
- Ora è sempre resistenza, ANPI Turin, 1954.[8]
- Элементы латинского языка и логического анализа. Для средней школы Лоэчер, 2003 год.[9]

### Работы Луизы Стурани совместно с другими авторами
- Луиза Монти Стурани и ЭнрикоСтурани, Грамматика и жизнь, Loescher, 1999.[10]
- Луиза Монти Стурани и Марио Стурани, L’elefante con le brache, Novecento, 1991.[11]
- Луиза Монти Стурани и ЭнрикоСтурани, La terra dell’uomo, Principato Editore, 1972.[12]
- Луиза Монти Стурани и различные авторы, Quando si combatteva per la libertà, Edizioni A.N.P.I., 1972, pp. 145–168.13.,[13]
- Около двадцати работ, в основном для начальной школы, написанных Луизой Монти Стурани, были переданы в дар Фонду Танкреди де Бароло в Турине ее сыном ЭнрикоСтурани.
- С 1952 по 1954 год Луиза Монти Стурани написала и опубликовала пятьдесят рассказов (почти все рассказы о партизанах) в журнале для молодежи под названием[14] Pioniere.
- Рассказы Луизы Стурани, написанные и опубликованные в детском журнале Il Pioniere dell’Unità в 1964 году, следующи[15] е: Una scolaretta partigiana и La rivolta popolare.

### Книги, написанные о Луизе Стурани
- Автор: Аугусто Монти, Письма к Луизотте, Энауди, 1982[16].

## Радиопередачи о Луизе Монти Стурани
- АльфредоПаскуали, Луиза Стурани на радио CittàFujiko, передача от 23 марта 2018 года.[17]

## Исторические исследования
Centro Studi Piero Gobetti посвятил два архива памяти Луизы Монти Стурани: «Augusto Monti e Luisa Sturani» и «Fondo Luisa Monti e Mario Sturani».
- Фонд Аугусто Монти и Луизы Стурани[18] собирает переписку между отцом и дочерью в период заключения Аугусто Монти, с февраля 1934 года, когда он был арестован и приговорен специальным фашистским судом к пяти годам лишения свободы в римской тюрьме Regin Coeli, а затем в тюрьме Чивитавеккья, до его освобождения в феврале 1939 года.
- Фонд Луизы Монти и Марио Стурани[19] собирает рабочие материалы, связанные с публикацией двух статей Луизы Монти Стурани: Antologia della Resistenza (Centro del libro popolare, Рим 1951) и Fazzoletti Rossi (Ed. di Cultura sociale, Рим 1954). Включает переписку с Томмазо Фьоре, Норберто Боббио, Витторио Фоа, Камиллой Равера и другими. Содержит редакционный материал для публикации тома: Augusto Monti, Lettere a Luisotta, Einaudi, Turin 1977. Эта коллекция дополняет коллекцию, посвященную военной и политической деятельности мужа Луизы Монти Стурани.
- В фонде Луизы Монти Стурани в Фонде ТанкредидиБароло в Турине хранятся все ее книги, включая школьные учебники и экземпляр книги «Фаццолетти Росси» (Красные галстуки) на русском языке, изданной в Советском Союзе в 1957 году.